# ترنهوت
تُرَنْهَوت أو (نقحرة: تُورنهاوت) (تنطق بالهولندية: [ˈtʏrnɦʌu̯t]) هي بلدية تقع بالإقليم الفلاماني الناطق بالهولندية بمقاطعة أنتويرب، بلجيكا.

## توأمة
لتورنهاوت اتفاقيات توأمة مع كل من:
- غودولو
- هاملبورغ
- هانتشونغ

## أعلام
- كون
- جوزيف فيسر
- ميشال فارتين
- بول يانسن
- كيفن أورس
- فيليب دايمز
- مينو أوستينغ